# Giovanni Guglielmo di Sassonia-Eisenach
Giovanni Guglielmo di Sassonia-Eisenach (Friedewald, 17 ottobre 1666 – Eisenach, 14 gennaio 1729) fu Duca di Sassonia-Eisenach.

## Biografia

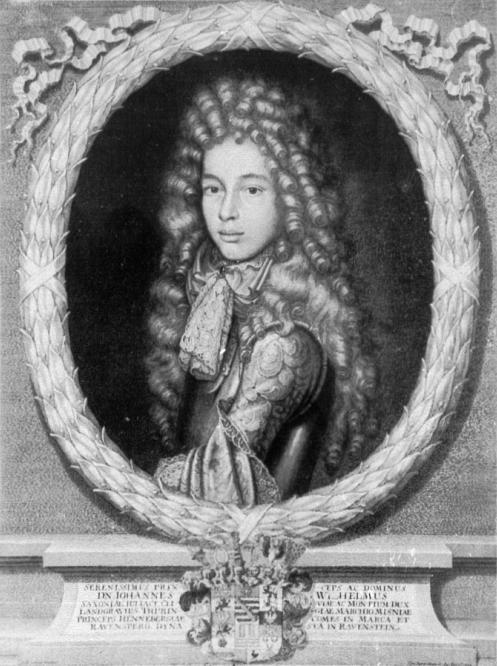
Il giovane duca Giovanni Guglielmo in un'incisione d'epoca

Giovanni Guglielmo era il figlio terzogenito di Giovanni Giorgio I di Sassonia-Eisenach e di Giovannetta di Sayn-Wittgenstein. Suo fratello gemello, Massimiliano, morì all'età di due anni.
Egli succedette al fratello maggiore Giovanni Giorgio II come duca di Sassonia-Eisenach alla di lui morte, nel 1698.
Secondo alcune fonti, che lo considerano complessivamente come membro della linea ernestina dei Wettin, viene indicato come Giovanni Guglielmo III.
Sotto il suo governò, Eisenach visse un periodo di grande fermento culturale. In particolar modo trovarono ampio sviluppo le arti e uno dei personaggi maggiori di spicco in questo periodo fu Georg Philipp Telemann.

## Matrimoni ed eredi
A Oranjewoud il 28 novembre 1690, Giovanni Guglielmo sposò Amalia di Nassau-Dietz, figlia di Guglielmo Federico di Nassau-Dietz e di Albertina Agnese d'Orange, che aveva appena undici anni e da cui ebbe due figli:
- Guglielmo Enrico (1691-1741);
- Albertina Giovannetta (1693-1700).

A due anni dalla morte della prima moglie, a Wolfenbüttel il 27 febbraio 1697, Giovanni Guglielmo si sposò in seconde nozze con Cristina Giuliana di Baden-Durlach, da cui ebbe sette figli:
- Giovannetta Antonietta Giuliana (1698-1726), sposò Giovanni Adolfo II di Sassonia-Weißenfels;
- Carolina Cristina (1699-1743), sposò Carlo I d'Assia-Philippsthal;
- Antonio Gustavo (1700-1710);
- Carlotta Guglielmina Giuliana (1703-1774);
- Giovannetta Guglielmina Giuliana (1704-1705);
- Carlo Guglielmo (nato e morto nel 1706);
- Carlo Augusto (1707-1711).

A Weißenfels il 28 luglio 1708, un anno dopo la morte della seconda moglie, Giovanni Guglielmo si sposò per la terza volta con Maddalena Sibilla di Sassonia-Weissenfels, da cui ebbe tre figli:
- Giovanna Maddalena Sofia (1710-1711);
- Cristiana Guglielmina (1711-1740), sposò Carlo di Nassau-Usingen;
- Giovanni Guglielmo (nato e morto nel 1713).

Al Castello di Philippsruhe, il 29 maggio 1727, dopo un anno dalla morte della terza moglie, Giovanni Guglielmo sposò in quarte nozze Maria Cristina Felicita, figlia di Giovanni, Conte di Leiningen-Dagsburg-Falkenburg, Principessa Vedova di Baden-Durlach, da cui però non ebbe eredi.

## Ascendenza
|                                        |                                     |                                            | Genitori                             |  |  | Nonni |  |  | Bisnonni                     |  |  | Trisnonni                                 |  |
|                                        |                                     |                                            |                                      |  |  |       |  |  | 8. Johann von Sachsen-Weimar |  |  | 16. Johann Wilhelm I von Sachsen-Eisenach |  |
|                                        |                                     |                                            |                                      |  |  |       |  |  | 8. Johann von Sachsen-Weimar |  |  | 16. Johann Wilhelm I von Sachsen-Eisenach |  |
|                                        |                                     | 17. Dorothea Susanne von der Pfalz-Simmern |                                      |  |  |       |  |  | 8. Johann von Sachsen-Weimar |  |  |                                           |  |
| 4. Wilhelm von Sachsen-Weimar          |                                     |                                            |                                      |  |  |       |  |  | 8. Johann von Sachsen-Weimar |  |  |                                           |  |
|                                        |                                     | 9. Dorothea Maria von Anhalt               | 18. Joachim Ernst von Anhalt         |  |  |       |  |  |                              |  |  |                                           |  |
|                                        |                                     | 9. Dorothea Maria von Anhalt               | 18. Joachim Ernst von Anhalt         |  |  |       |  |  |                              |  |  |                                           |  |
|                                        |                                     | 9. Dorothea Maria von Anhalt               | 19. Eleonore von Württemberg         |  |  |       |  |  |                              |  |  |                                           |  |
| 2. Johann Georg I von Sachsen-Eisenach |                                     | 9. Dorothea Maria von Anhalt               |                                      |  |  |       |  |  |                              |  |  |                                           |  |
|                                        |                                     | 10. Johann Georg I von Anhalt-Dessau       | 20. Joachim Ernst von Anhalt (= 18)  |  |  |       |  |  |                              |  |  |                                           |  |
|                                        |                                     | 10. Johann Georg I von Anhalt-Dessau       | 20. Joachim Ernst von Anhalt (= 18)  |  |  |       |  |  |                              |  |  |                                           |  |
|                                        |                                     | 10. Johann Georg I von Anhalt-Dessau       | 21. Agnes von Barby                  |  |  |       |  |  |                              |  |  |                                           |  |
| 5. Eleonore Dorothea von Anhalt-Dessau |                                     | 10. Johann Georg I von Anhalt-Dessau       |                                      |  |  |       |  |  |                              |  |  |                                           |  |
|                                        |                                     | 11. Dorothea von Pfalz-Simmern             | 22. Johann Kasimir von Pfalz-Simmern |  |  |       |  |  |                              |  |  |                                           |  |
|                                        |                                     | 11. Dorothea von Pfalz-Simmern             | 22. Johann Kasimir von Pfalz-Simmern |  |  |       |  |  |                              |  |  |                                           |  |
|                                        |                                     | 11. Dorothea von Pfalz-Simmern             | 23. Elisabeth von Sachsen            |  |  |       |  |  |                              |  |  |                                           |  |
| 1. Johann Wilhelm von Sachsen-Eisenach |                                     | 11. Dorothea von Pfalz-Simmern             |                                      |  |  |       |  |  |                              |  |  |                                           |  |
|                                        | 12. Wilhelm II zu Sayn-Wittgenstein | 24. Ludwig I von Sayn-Wittgenstein         |                                      |  |  |       |  |  |                              |  |  |                                           |  |
|                                        | 12. Wilhelm II zu Sayn-Wittgenstein | 24. Ludwig I von Sayn-Wittgenstein         |                                      |  |  |       |  |  |                              |  |  |                                           |  |
|                                        | 12. Wilhelm II zu Sayn-Wittgenstein | 25. Elisabeth zu Solms-Laubach             |                                      |  |  |       |  |  |                              |  |  |                                           |  |
| 6. Ernst zu Sayn-Wittgenstein          | 12. Wilhelm II zu Sayn-Wittgenstein |                                            |                                      |  |  |       |  |  |                              |  |  |                                           |  |
|                                        |                                     | 13. Anne Elisabeth zu Sayn                 | 26. Hermann zu Sayn                  |  |  |       |  |  |                              |  |  |                                           |  |
|                                        |                                     | 13. Anne Elisabeth zu Sayn                 | 26. Hermann zu Sayn                  |  |  |       |  |  |                              |  |  |                                           |  |
|                                        |                                     | 13. Anne Elisabeth zu Sayn                 | 27. Elisabeth von Erbach             |  |  |       |  |  |                              |  |  |                                           |  |
| 3. Johannette zu Sayn-Wittgenstein     |                                     | 13. Anne Elisabeth zu Sayn                 |                                      |  |  |       |  |  |                              |  |  |                                           |  |
|                                        |                                     | 14. Georg III von Erbach                   | 28. Eberhard XII von Erbach          |  |  |       |  |  |                              |  |  |                                           |  |
|                                        |                                     | 14. Georg III von Erbach                   | 28. Eberhard XII von Erbach          |  |  |       |  |  |                              |  |  |                                           |  |
|                                        |                                     | 14. Georg III von Erbach                   | 29. Margareta zu Salm-Dhaun          |  |  |       |  |  |                              |  |  |                                           |  |
| 7. Louise Juliane von Erbach           |                                     | 14. Georg III von Erbach                   |                                      |  |  |       |  |  |                              |  |  |                                           |  |
|                                        |                                     | 15. Maria von Barby-Mühlingen              | 30. Albrecht X von Barby-Mühlingen   |  |  |       |  |  |                              |  |  |                                           |  |
|                                        |                                     | 15. Maria von Barby-Mühlingen              | 30. Albrecht X von Barby-Mühlingen   |  |  |       |  |  |                              |  |  |                                           |  |
|                                        |                                     | 15. Maria von Barby-Mühlingen              | 31. Maria von Anhalt-Zerbst          |  |  |       |  |  |                              |  |  |                                           |  |
|                                        |                                     | 15. Maria von Barby-Mühlingen              |                                      |  |  |       |  |  |                              |  |  |                                           |  |